# 1941年の政治
1941年の政治（1941ねんのせいじ）では、1941年（昭和16年）の政治分野に関する出来事について記述する

## できごと

### 1月
- 1月8日 - 東条英機陸相、「戦陣訓」を示達。
- 1月10日 - 独ソ不可侵条約更新。
- 1月21日 - 松岡洋右外相、タイ・仏印紛争に関して調停を申入れ、両国受諾。
- 1月23日 - 野村吉三郎駐米大使、日米交渉のためアメリカ合衆国に出発。
- 1月31日 - 日本の調停によりタイ・仏印紛争が妥結し停戦協定を妥結。

### 2月

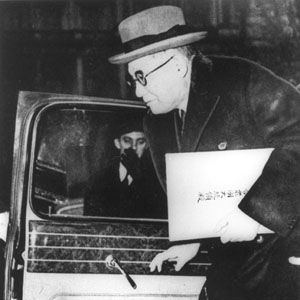
信任状奉呈のためホワイトハウスを訪れる野村駐米大使（1941年2月14日）

- 2月3日 - 大本営政府連絡会議で対独伊ソ交渉要領を決定(日ソ国交調整)。
- 2月5日 - 警視庁が「警察訓」を帝都の警察官に示達。
- 2月7日 - タイ・仏印紛争調停会議が東京で開催。
- 2月11日 - 国粋大衆党が南進要請皇民大会を武道館で開催。
- 2月13日 - 統制経済の複雑化に対応するため、警視庁が経済保安課を経済警察部に昇格。
- 2月14日 - 野村吉三郎駐米大使がフランクリン・ルーズベルト米大統領と初会談。
- 2月15日
  - ソ連共産党第18回党協議会開催（20日まで）。
  - 堀切善兵衛駐伊大使がベニート・ムッソリーニ伊首相と初会談。
- 2月16日 - 来日中の蒙古聯合自治政府主席徳王一行が靖国神社と明治神宮に参拝。
- 2月26日 - 情報局が各総合雑誌に執筆禁止者（非左翼自由主義者）の名簿を内示。
- 2月28日 - タイ・仏印紛争緊迫によりハノイの邦人引揚げを準備。

### 3月
- 3月8日 - 野村吉三郎駐米大使、コーデル・ハル米国務長官と交渉開始。
- 3月10日 - 治安維持法が全部改正される。

### 4月

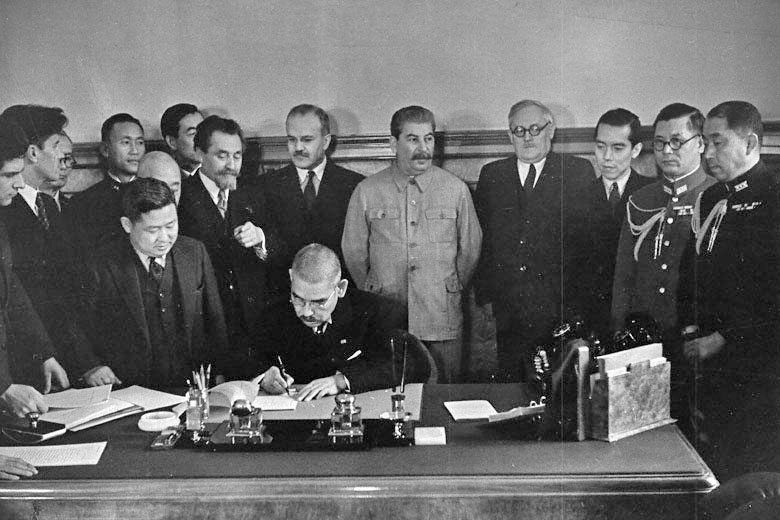
日ソ中立条約に署名する松岡洋右外相。その後ろは、スターリンとソ連外相モロトフ。

- 4月3日 - エルヴィン・ロンメル将軍のドイツ軍が北アフリカ戦線でイギリス軍を撃破する。
- 4月6日
  - ユーゴスラビアがソビエト連邦と不可侵条約に調印。
  - ナチス・ドイツを始めとする枢軸国がユーゴスラビアとギリシャに侵攻（ユーゴスラビア侵攻、ギリシャ・イタリア戦争）。
- 4月8日 - 企画院調査官の和田博雄、勝間田清一らが治安維持法違反で検挙される（企画院事件）。
- 4月13日 - 日ソ中立条約締結。
- 4月17日 - ユーゴスラビアが独に降伏。
- 4月23日 - ギリシャがドイツに降伏。ギリシャ国王ゲオルギオス2世と政府が亡命。

### 5月
- 5月6日 - ヨシフ・スターリンがソ連人民委員会議議長（首相）に就任。
- 5月8日 - 東京条約が締結されタイ・フランス領インドシナ紛争が終結。
- 5月19日 - 越南独立同盟（ベトミン）成立。
- 5月27日 - ルーズベルト米大統領、国家非常事態宣言を発令[1]。

### 6月
- 6月21日 - 米国の対日本政府回答（甲案、ハル国務長官のオーラルステートメント乙案。いわゆる「6.21アメリカ回答」）到着。
- 6月22日 - 独ソ戦開始。
- 6月23日 - リトアニア、ソ連からの独立を宣言。
- 6月26日 - フィンランドがソビエト連邦に対して宣戦布告（継続戦争）。
- 6月27日
  - ハンガリー王国がソビエト連邦に対して宣戦布告。
  - チトーがパルチザンを組織し、ドイツ軍に対するゲリラ戦を開始。
- 6月30日 - ドイツ、日本政府に対して対ソ連宣戦を申し入れする。日本政府は参戦を拒否。

### 7月
- 7月2日 - 御前会議で「情勢ノ推移ニ伴フ帝国国策要綱」決定。
- 7月4日 - ルーズベルト米大統領、近衛文麿首相にメッセージを送る（7月6日、ジョセフ・グルー駐日米国大使が近衛首相に届ける）。
- 7月12日 - 英ソ相互援助協定締結。
- 7月16日 - 第2次近衛内閣総辞職。
- 7月18日 - 第3次近衛内閣成立。
- 7月23日 - 仏印共同防衛協定成立。
- 7月25日 - 米、対日制裁のため在米日本資産を凍結。
- 7月28日
  - 日本軍の南部仏印進駐開始。
  - 在日米英資産を凍結。
- 7月31日 - ヘルマン・ゲーリング独国家元帥、ラインハルト・ハイドリヒ国家保安本部長官に「ユダヤ人問題の最終的解決」について委任[# 1]（→1942年1月20日のヴァンゼー会議も参照）。

### 8月
- 8月1日 - 米、石油の対日輸出全面禁止を発表。
- 8月9日 - 蒙古聯合自治政府、「蒙古自治邦政府」と改称。
- 8月12日 - 大西洋憲章発表。
- 8月18日 - 豊田貞次郎外相が日米首脳会談を要請。
- 8月25日 - イギリス・ソビエト連邦がイラン進駐を開始。

### 9月
- 9月3日 - 米国、日米首脳会談の要請を拒否。
- 9月6日 - 御前会議で「帝国国策遂行要領」決定。

### 10月
- 10月16日 - 第3次近衛内閣総辞職。

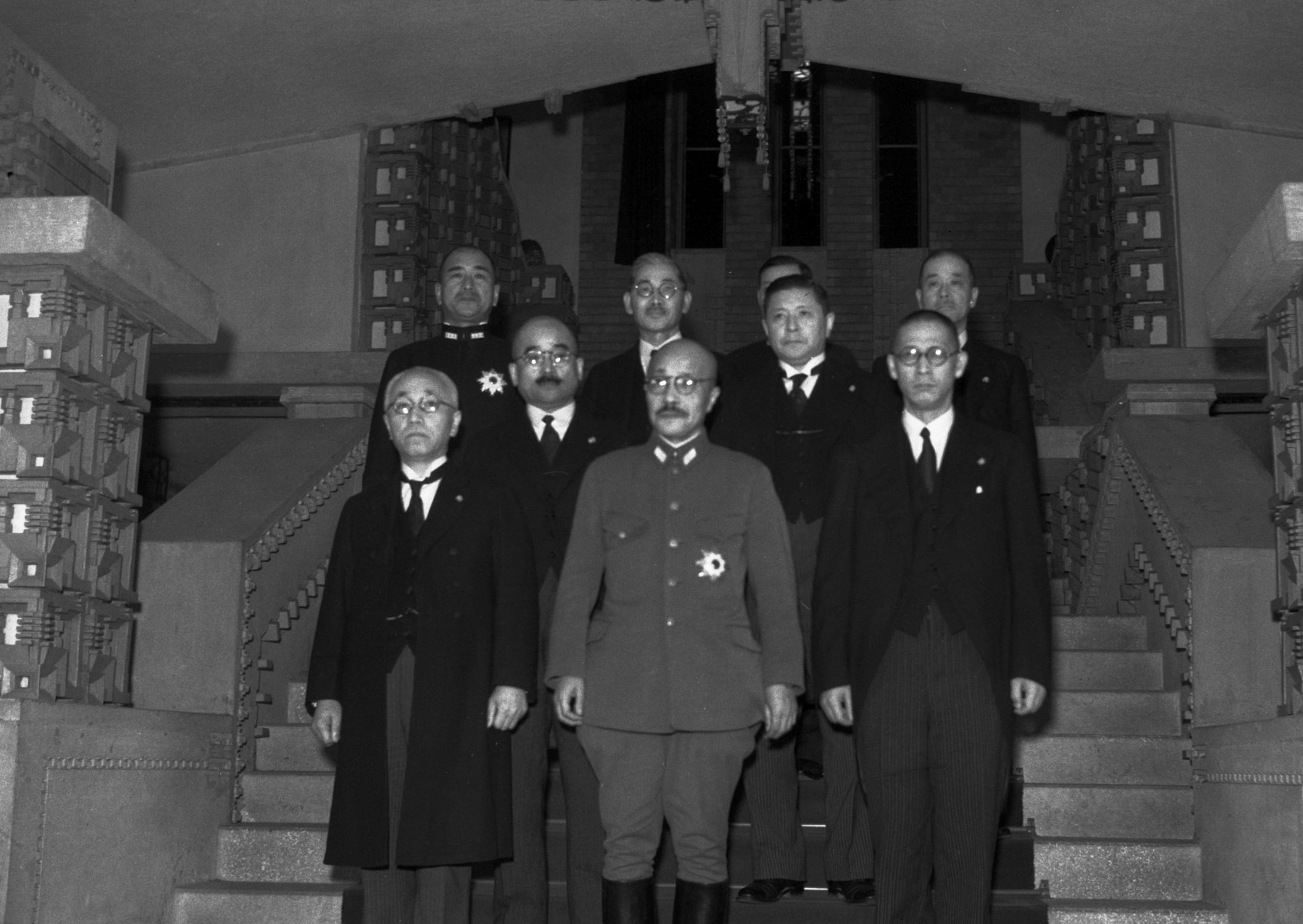
1941年10月18日、内閣総理大臣官邸での初閣議を終えた東條内閣の閣僚

- 10月18日 - 東條英機陸相に大命降下。東條内閣成立。

### 11月
- 11月5日 - 御前会議で「帝国国策遂行要領」（甲案乙案含む）再決定。
- 11月15日 - 第77臨時議会召集。
- 11月17日 - 東條首相の施政方針演説を録音放送（初の議会放送）。
- 11月23日 - 南雲忠一提督率いる第一航空艦隊が単冠湾に集結。
- 11月26日
  - ハル米国務長官、日本側乙案を拒否し中国撤兵要求を提議（ハル・ノート ）。
  - 南雲機動艦隊が単冠湾を出港。
- 11月27日 - 大本営政府連絡会議、「ハル・ノートは日本に対する最後通牒である」と結論。

### 12月

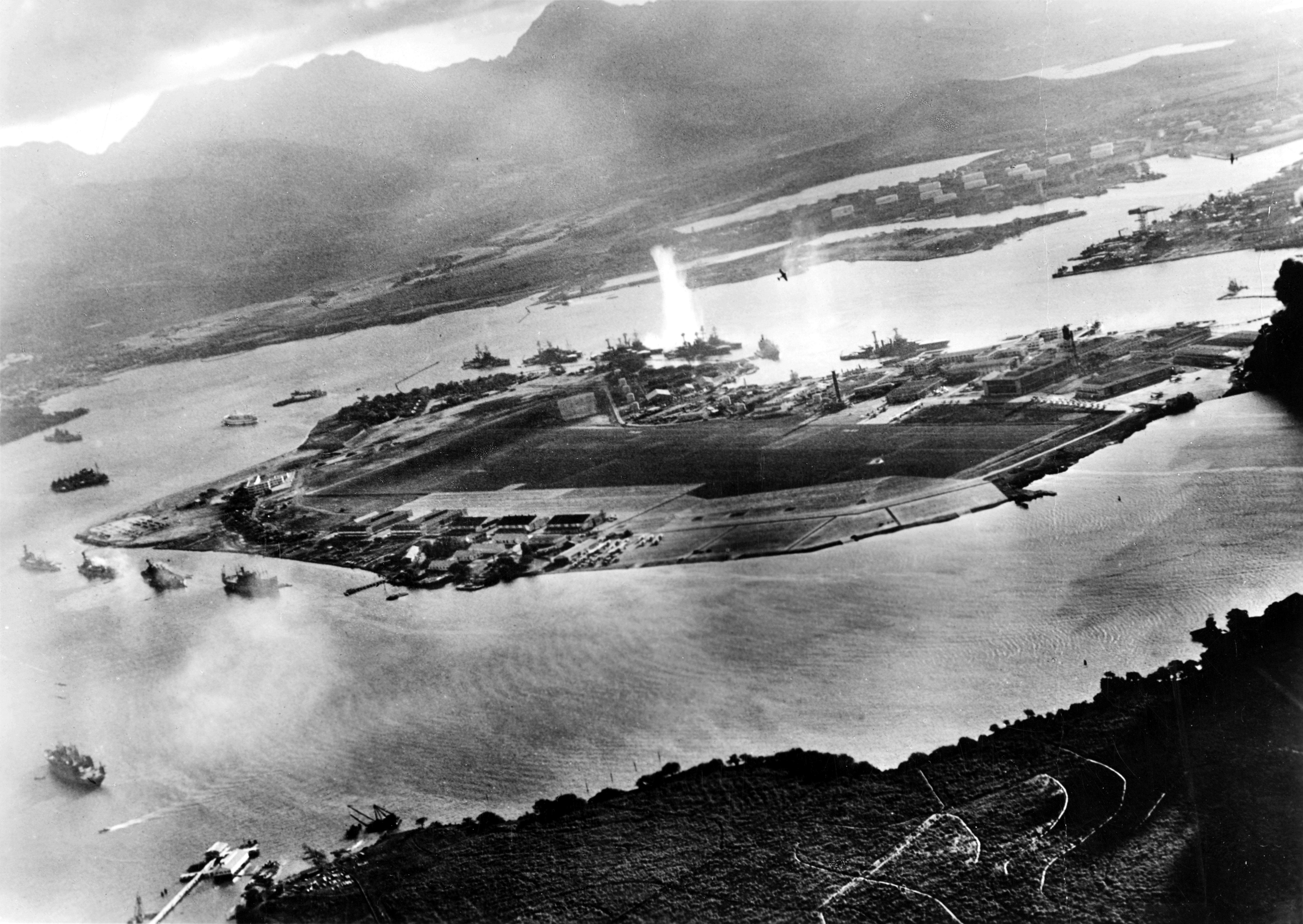
真珠湾攻撃。太平洋戦争の火蓋が切られた。

- 12月1日 - 日米関係の悪化により、外務省は情報収集の必要性から、情報部内に「ラヂオ室」を設置（のちのラヂオプレス）。
- 12月6日 - 英国がフィンランド、ハンガリー王国、ルーマニア王国に対して宣戦布告。
- 12月8日 - 日本軍のマレー半島上陸および真珠湾攻撃で太平洋戦争（大東亜戦争）が開戦する。日本、対米英宣戦布告（連合国を中心とする欧米諸国では、真珠湾攻撃の際の現地ハワイの日付である12月7日が開戦日）。アメリカ合衆国の対日宣戦布告、イギリスの対日宣戦布告。
- 12月9日 - 中華民国（重慶政府、蔣介石政権）、日独伊に宣戦布告。
- 12月10日
  - マレー沖海戦
  - 日本軍がグアム島占領。
  - 日本軍がルソン島上陸。
- 12月12日 - 日本政府、『支那事変（日中戦争）』も含めて戦争名称を『大東亜戦争』と決定。
- 12月15日 - 第78臨時議会召集。
- 12月16日 - 日本軍が英領ボルネオに上陸。
- 12月19日 - 言論、出版、集会、結社等臨時取締法公布。
- 12月21日 - 大日本帝国とタイ王国の間で日泰同盟調印。
- 12月22日 - 日本軍がウェーク島上陸。
- 12月24日 - 第79議会召集。
- 12月25日 - 日本軍が香港占領（英軍降伏）。